# TACV
TACV Transportes Aéreos de Cabo Verde és una companyia aèria de vols regulars de passatgers i de càrrega amb seu a Praia, Cap Verd. És la companyia de bandera de Cap Verd, operant serveis entre illes i Europa, Amèrica del Nord, Amèrica del Sud i el continent africà. La seva base principal es troba a l'Aeroport Internacional Amílcar Cabral (SID), amb un hub a l'Aeroport Internacional Nelson Mandela (RAI) i un altre a l'Aeroport Internacional Cesária Évora (VXE).
TACV opera en tots els aeroports del país, i és en tres d'ells on desenvolupa la majoria de les operacions; a l'Aeroport Internacional Nelson Mandela, que es va obrir als vols internacionals en setembre de 2005, i realitza principalment les connexions domèstiques de Cap Verd i amb diverses destinacions internacionals; l'aeroport Internacional Amílcar Cabral realitza les connexions amb les principals ciutats europees i les principals illes de l'arxipèlag. En 2008, l'aeroport Internacional Cesária Évora (VXE) a l'illa de São Vicente, opera principalment amb Praia i l'illa de Sal, encara que té algun vol amb algunes ciutats europees.

## Història
TACV va ser fundada en 1958. El juliol del 1975, després de la independència de Cap Verd, l'aerolínia va ser designada com a transportista de bandera i es va convertir en empresa pública (en possessió del govern) en 1983. Dona ocupació a 788 persones. El govern de Cap Verd està actualment preparant la privatització de l'aerolínia.
El març de 2010, TACV va rebre el permís per volar sense restriccions a Europa, després de rebre el certificat IOSA per la direcció d'aviació internacional IATA. La certificació té validesa fins a desembre de 2012.

## Logotip
El seu logotip inclou un ala blava amb 7 línies que representen el nombre de l'illa en vol nacional. El TACV lletres són de color vermell i en la lletra T sobre les cartes d'ACV.

## Destinacions
Aquests són els destins que serveix TACV pel gener de 2014:
|  | Hub                |
|  | Aeroport secundari |
|  | Destí futur        |
|  | Estacional         |
|  | Destí clausurat    |

### Codi compartit
L'agost de 2012, TACV Cabo Verde Airlines té acords de codi compartit amb les següents aerolínies:
- Cabo Verde Express
- TAP Portugal
- TAAG Angola Airlines

## Flota
La flota de TACV es compon de les següents aeronaus (al novembre de 2013) amb una edat de 9,5 anys:

## Incidents i accidents
- El 28 de setembre de 1998, un de Havilland Canada DHC-6 Twin Otter (registre D4-CAX) de TACV que transportava Carlos Veiga, llavors Primer Ministre de Cap Verd, 18 passatgers més i dos tripulants, es va estavellar durant l'aterratge a l'Aeroport Internacional Francisco Mendes (que donava servei a Praia en aquell moment) durant un aterratge en condicions de tempesta, en el qual un guardaespatlles del primer ministre va morir. Quatre persones més van resultar ferides i l'avió va quedar molt danyat. Durant la seva aproximació en el vol des de l'Aeròdrom de Preguiça, l'avió va ser colpejat per una ràfega de vent quan els pilots intentaven efectuar un viratge a l'esquerra, i que el va forçar a descendir.[7]
- El 7 d'agost de 1999 a les 12:02 hora local, el Vol 5002 de TACV domèstic des de l'Aeroport Internacional Cesária Évora a l'aeròdrom Agostinho Neto va impactar contra una muntanya a l'illa de Santo Antão a una altitud de 1.370 metres, morint els setze passatgers i dos tripulants que viatjaven a bord. El vol de cabotatge es va efectuar amb un Dornier Do 228 (registre D4-CBC) aquest dia. A causa de les males condicions meteorològiques amb pluja i boira, el pilot va ser advertit des de l'aeroport de destinació (que només estava certificat per a condicions visuals), per la qual cosa va decidir tornar a São Vicente. L'accident va marcar el pitjor accident aeri en la història de Cap Verd i TACV.[8]
- El 24 d'octubre de 2005, el tren principal dret d'un ATR 42 de TACV (registre D4-CBH) es va col·lapsar durant l'aterratge a l'aeroport de Dakar, Senegal durant un vol regular de passatgers des de Praia.[9]